# Ludwig Peter Kowalski
Ludwig Peter Kowalski (ur. 8 stycznia 1891 w Chorzowie, zm. 7 maja 1967 w Berlinie) – niemiecki malarz i witrażownik.
Urodził się 8 stycznia 1891 r. w Chorzowie. Studiował na Akademii Sztuki i Przemysłu Artystycznego we Wrocławiu, był uczniem Hansa Poelziga i Eduarda Kaempfera. Od 1927 r. pracował w Miejskiej Szkole Rękodzieła i Rzemiosła Artystycznego. Zdymisjonowany w 1934 r. ze względów politycznych, jednak nie został pozbawiony prawa wykonywania zawodu.
Zmarł 7 maja 1967 r. w Berlinie.